# Брест (округ)
Округ Брест (фр. Arrondissement de Brest) — округ у Франції, в департаменті Фіністер. 2023 року округ об'єднував 77 муніципалітетів, населення становило 379 338 осіб.
Адміністративний центр (супрефектура) — Брест.

## Муніципалітети
Список муніципалітетів округу та їхні коди INSEE:
1. Île-Molène (29084)
2. Анвек (29078)
3. Боар (29011)
4. Бреле (29017)
5. Брест (29019)
6. Бур-Блан (29015)
7. Гілер (29069)
8. Гіпава (29075)
9. Гіссені (29077)
10. Гуену (29061)
11. Гульван (29064)
12. Даула (29043)
13. Діринон (29045)
14. Ірвіллак (29086)
15. Керлуан (29091)
16. Кернілі (29093)
17. Кернуе (29094)
18. Керсен-Плабеннек (29095)
19. Коа-Меаль (29035)
20. Ла-Мартір (29144)
21. Ла-Рош-Морис (29237)
22. Ла-Форе-Ландерно (29056)
23. Ламполь-Плуарзель (29098)
24. Ламполь-Плудальмезо (29099)
25. Ланарвілі (29100)
26. Ландеда (29101)
27. Ланденве (29109)
28. Ландерно (29103)
29. Ланільдю (29112)
30. Ланнеффре (29116)
31. Ланнілі (29117)
32. Ланривоаре (29119)
33. Ле-Дреннек (29047)
34. Ле-Конке (29040)
35. Ле-Релек-Керюон (29235)
36. Ле-Треу (29294)
37. Ле-Фольгое (29055)
38. Леневан (29124)
39. Логонна-Даула (29137)
40. Лок-Бревалер (29126)
41. Локмар'я-Плузане (29130)
42. Лопере (29140)
43. Мілізак-Гіпронвель (29076)
44. Опіталь-Камфру (29080)
45. Панкран (29156)
46. Плабеннек (29160)
47. Плуарзель (29177)
48. Плув'ян (29209)
49. Плугастель-Даулас (29189)
50. Плугерно (29195)
51. Плугін (29196)
52. Плугонвелен (29190)
53. Плудальмезо (29178)
54. Плуданьєль (29179)
55. Плудірі (29180)
56. Плуедерн (29181)
57. Плузане (29212)
58. Плуїде (29198)
59. Плумоге (29201)
60. Плунеур-Бриньоган-Плаж (29021)
61. Плурен (29208)
62. Порсподе (29221)
63. Сен-Діві (29245)
64. Сен-Меан (29255)
65. Сен-Пабю (29257)
66. Сен-Ренан (29260)
67. Сен-Тонан (29268)
68. Сен-Фреган (29248)
69. Сент-Елуа (29246)
70. Сент-Юрбен (29270)
71. Требабю (29282)
72. Трегарантек (29288)
73. Треглону (29290)
74. Тремауезан (29295)
75. Треуерга (29299)
76. Трефлевене (29286)
77. Уессан (29155)